# Aldearrodrigo
Aldearrodrigo és un municipi de la província de Salamanca a la comunitat autònoma de Castella i Lleó. Limita al Nord amb Zamayón, a l'Est amb Torresmenudas, al Sud amb Almenara de Tormes i a l'Oest amb El Arco.

## Demografia
| 1991 | 1996 | 2001 | 2004 |
| ---- | ---- | ---- | ---- |
| 232  | 227  | 191  | 188  |